# Trichomyia silvatica
Trichomyia silvatica är en tvåvingeart som beskrevs av Freddy Bravo 2002. Trichomyia silvatica ingår i släktet Trichomyia och familjen fjärilsmyggor. Inga underarter finns listade i Catalogue of Life.